# 美和町 (大垣市)
美和町(みわちょう)は岐阜県大垣市の地名。丁番を持たない単独町名である。

## 地理
大垣市の南部に位置する。町域の北部は南頬町と寺内町に接し、東部は禾森町と接する。西部と南部は世安町で接する。主に住宅地となっている。

## 歴史

### 地名の由来
地名の由来は、旧安井村禾森の西縄、中縄、南縄の三つの小字が合併し、三つの縄、三縄に由来する。

### 沿革
- 1645年 (正保2年) 安八郡禾森村となる。
- 1897年 (明治30年) 九村合併し安井村となる。
- 1897年 (明治30年) 安八郡安井村大字禾森。
- 1936年 (昭和2年) 安井村が大垣市へ合併。
- 1936年 (昭和2年) 三小字合併し美和町誕生。

## 世帯数と人口
2018年（平成30年）10月31日現在の世帯数と人口は以下の通りである。
| 町丁   | 世帯数  | 人口  |
| ------ | ------- | ----- |
| 美和町 | 332世帯 | 774人 |

## 小・中学校の学区
市立小・中学校に通う場合、学区は以下の通りとなる。
| 番・番地等 | 小学校           | 中学校           |
| ---------- | ---------------- | ---------------- |
| 全域       | 大垣市立南小学校 | 大垣市立南中学校 |

## 施設
- 大垣市立西小学校
- 岐阜県立大垣東高校

## その他

### 日本郵便
- 郵便番号 : 503-0857[2]（集配局：大垣郵便局[5]）。